# Зелена храстова катерица
Зелената храстова катерица (Paraxerus poensis) е вид бозайник от семейство Катерицови (Sciuridae).

## Разпространение
Видът е разпространен в Габон, Гана, Гвинея, Демократична република Конго, Екваториална Гвинея, Камерун, Кот д'Ивоар, Либерия, Нигерия и Сиера Леоне.